# Премия имени А. П. Виноградова
Премия имени А. П. Виноградова — премия, присуждаемая с 1978 года АН СССР и Российской академией наук. Присуждается Отделением геологии, геофизики, геохимии и горных наук за выдающиеся научные работы по геохимии, биогеохимии и космохимии. Названа в честь советского геохимика А. П. Виноградова.

## Лауреаты премии
- 1978 — Алексей Иванович Тугаринов — за серию работ по геохимии
- 1981 — Михаил Иванович Будыко — за монографию «Климат в прошлом и будущем»
- 1984 — Лев Владимирович Таусон — за монографию «Геохимические типы и потенциальная рудоносность гранитоидов»
- 1987 — Иннокентий Петрович Герасимов и Андрей Алексеевич Величко — за атлас-монографию «Палеогеграфия Европы за последние сто тысяч лет»
- 1991 — Игорь Константинович Карпов — за монографию «Физико-химическое моделирование на ЭВМ в геохимии»
- 1994 — Александр Леонидович Яншин и Аркадий Иванович Мелуа — за монографию «Уроки экологических просчётов»
- 1997 — Иван Яковлевич Некрасов — за монографию «Геохимия, минералогия и генезис золоторудных месторождений»
- 1999 — Юрий Александрович Сурков — за монографию «Exploration of Terrestrial Planets from Spasecraft»
- 2002 — Владимир Львович Таусон — за серию работ «Экспериментальные и теоретические исследования гетерогенных равновесий и поведения микроэлементов в геохимических системах с реальными кристаллами фаз»
- 2005 — Георгий Борисович Наумов, Борис Николаевич Рыженко и Игорь Львович Ходаковский — за серию работ «Термодинамика геохимических процессов»
- 2008 — Арнольд Арнольдович Кадик, Олег Львович Кусков и Олег Александрович Луканин — за цикл работ «Геохимия мантии Земли: строение, химический и фазовый состав, продукты дегазации»
- 2011 — Яков Эльевич Юдович и Марина Петровна Кетрис — за цикл работ по геохимии и геохимической экологии ископаемых углей
- 2014 — Вадим Викторович Ермаков — за серию научных работ «Геохимическая экология — фундаментальная основа изучения генезиса и эволюции биогеохимических провинций и эндемий России»
- 2017 — Игорь Владимирович Чернышёв — за серию работ под общим названием «Изотопные U-Pb и Pb-Pb системы: геохронология и источники вещества рудных месторождений»
- 2020 — Александр Владимирович Соболев — за серию статей на тему «Геохимия мантийного магматизма по данным изучения включений расплава в минералах»
- 2023 — член-корреспондент РАН Юрий Николаевич Пальянов, доктора геолого-минералогических наук Александр Григорьевич Сокол и Юлия Владиславовна Баталева — за цикл работ «Экспериментальное моделирование процессов, определяющих глобальные геохимические циклы углерода, серы и азота, и их роли в эволюции мантии Земли»